# Порт-Роял (Вірджинія)
Порт-Роял (англ. Port Royal) — місто (англ. town) в США, в окрузі Керолайн штату Вірджинія. Населення — 196 осіб (2020).

## Географія
Порт-Роял розташований за координатами 38°10′11″ пн. ш. 77°11′27″ зх. д. / 38.16972° пн. ш. 77.19083° зх. д. (38.169787, -77.190915).  За даними Бюро перепису населення США в 2010 році місто мало площу 0,27 км², з яких 0,27 км² — суходіл та 0,00 км² — водойми. В 2017 році площа становила 1,68 км², з яких 1,67 км² — суходіл та 0,01 км² — водойми.

## Демографія
Згідно з переписом 2010 року, у місті мешкало 126 осіб у 60 домогосподарствах у складі 32 родин. Густота населення становила 460 осіб/км².  Було 75 помешкань (274/км²).
Расовий склад населення:
| - 50,8 % — білих - 42,9 % — чорних або афроамериканців - 4,0 % — вихідців з тихоокеанських островів - 0,8 % — корінних американців |

До двох чи більше рас належало 1,6 %. Частка іспаномовних становила 4,0 % від усіх жителів.
За віковим діапазоном населення розподілялося таким чином: 18,3 % — особи молодші 18 років, 61,1 % — особи у віці 18—64 років, 20,6 % — особи у віці 65 років та старші. Медіана віку мешканця становила 46,3 року. На 100 осіб жіночої статі у місті припадало 80,0 чоловіків;  на 100 жінок у віці від 18 років та старших — 87,3 чоловіків також старших 18 років.
За межею бідності перебувало 57,6 % осіб, у тому числі 66,7 % дітей у віці до 18 років та 0,0 % осіб у віці 65 років та старших.
Цивільне працевлаштоване населення становило 33 особи. Основні галузі зайнятості: публічна адміністрація — 18,2 %, фінанси, страхування та нерухомість — 15,2 %, освіта, охорона здоров'я та соціальна допомога — 15,2 %.